# Cyobius tsukamotoi
Cyobius tsukamotoi là một loài bọ cánh cứng trong họ Bọ hung (Scarabaeidae).